# Наявко Валентина Олександрівна
Валентина Олександрівна Наявко (дошлюбне прізвище — Мирончук; нар. 10 серпня 1994, с. Зарудчі Любешівського р-ну Волинської обл.) — українська спортсменка (спортивна ходьба), майстер спорту України міжнародного класу (2019), учасниця XXXI літніх Олімпійських ігор в Ріо-де-Жанейро (Бразилія).

## Життєпис
Спортивною ходьбою дівчина почала займатися у Любешівській ДЮСШ Волинської області. Її перший тренер — Світлана Михайлівна Шахно.
Навчається у Східноєвропейському національному університеті імені Лесі Українки.

## Спортивні досягнення
На XXXI літніх Олімпійських ігор у Ріо-де-Жанейро (Бразилія) брала участь у спортивній ходьбі на 20 км серед жінок. Її результат — 1:38:20 (46 місце).
Чемпіонка України зі спортивної ходьби на дистанції 50 км (2018, Івано-Франківськ, 4:18,50).
Срібна призерка XX Всесвітньої літньої Універсіади (2019, м. Неаполь Італійська Республіка).

## Державні нагороди
- Орден княгині Ольги III ст. (1 жовтня 2019) —За досягнення високих спортивних результатів на XXX Всесвітній літній Універсіаді у м. Неаполі (Італійська Республіка), виявлені самовідданість та волю до перемоги, піднесення міжнародного авторитету України [3]